# 魯凱民族議會
魯凱民族議會（魯凱語：Kadaenganeta ka Ngungadrekai），為魯凱族的最高行政及決策機關，也是代表魯凱族族民之議會機構，主體機構現設立於屏東縣霧臺鄉，主要代表魯凱族與國家及其他族群進行談判及和解事宜，保障魯凱族人在文化、教育、土地、宗教、語言等方面的權益，於2017年4月3日成立。

## 成立
2017年4月3日，魯凱民族議會於屏東霧臺鄉文化廣場宣佈成立，並同時進行宣示傳統領域。議會成員同時升起該議會所制訂之族旗「百合族旗」，代表魯凱族與中華民國的「準國與國」關係。

## 傳統領域管轄範圍
魯凱民族議會所宣告之傳統領域北至塔羅巴林湖，東至呂家溪、太麻里溪流域，西至濁口溪和荖濃溪為界，南以隘寮溪為界，總面積為96,114公頃，包含原住民保留地10,228公頃與多處生態保護區域，但與排灣族重疊部分共約3,944公頃，以待後續協商達成共識。

## 旗幟

### 徵選
歷經2個多月的魯凱民族議會族旗徵選活動上週落幕，總共有13位來自全台各地包括原住民及非原住民的參賽者參與，經由40位議會代表投票評選產生，最後由萬山部落的金紹華設計之族旗脫穎而出。

### 族旗
魯凱民族議會族旗以紅黃綠為底，代表希望、愛與和平；在底色上面的百合花和熊鷹羽毛的圖樣，則代表魯凱族的純潔象徵和完整的自然主權。